# Lưu (nước)
Lưu (giản thể: 刘; phồn thể: 劉; bính âm: Liu) là một nước chư hầu trong lãnh thổ nhà Chu thời Xuân Thu, vị trí nay thuộc địa phận phía tây nam Yển Sư tỉnh Hà Nam, có lãnh địa là Lưu ấp thời cổ. Thời Chu Thành vương nhà Tây Chu đã từng phong cho hậu nhân của cố tổ Vương Quý tại đất Lưu (Yển Sư, Hà Nam), nhưng chưa được bao lâu đã bị diệt vong. Vả lại điều mục của nước Lưu đều không giống với các nước chư hầu khác.
Năm 592 TCN (đời Chu Khoảnh vương thứ 8), nhà vua phong Lưu ấp cho vương đệ là Quý Tử, từ đó Vương Quý Tử mới xưng là Lưu công, tức Lưu Khang công. Lưu quốc vốn dĩ đã bị nhà Chu thôn tính vào đầu thời Chiến Quốc nhưng không rõ niên đại. 
| Danh hiệu Quốc quân | Tên thật                  | Can Chi | Số năm trị vì              |
| Lưu Khang công      | Vương Quý Tử              | Kỷ Tị   | 592 TCN - 544 TCN (49 năm) |
| Lưu Định công       | Hạ                        | Mậu Ngọ | 543 TCN - 531 TCN (13 năm) |
| Lưu Hiến công       | Chí                       | Tân Mùi | 530 TCN - 521 TCN (10 năm) |
| Lưu Văn công        | Địch, có sách ghi là Phẫn | Tân Tỵ  | 521 TCN - 507 TCN (14 năm) |
| Lưu Hoàn công       |                           | Ất Mùi  | 506 TCN - 488 TCN (19 năm) |

Đời sau của Hoàn công không rõ